# Павленко Олексій Михайлович
Олексій Михайлович Павленко — Український громадський діяч, підприємець, економіст і політик, Міністр аграрної політики та продовольства (2 грудня 2014 — 14 квітня 2016). Член Advisory Board і радник голови групи компаній Нібулон

## Життєпис
Народився 2 січня 1977 у місті Умань Черкаської області.

## Освіта
Випускник Києво-Могилянської академії, економічний факультет (1998).
1999 року здобув кваліфікацію спеціаліста з фінансів у Міжнародному центрі приватизації (Міжнародний інститут бізнесу). У 2000 році отримав ступінь магістра у галузі менеджменту зовнішньоекономічної діяльності в Українській академії зовнішньої торгівлі.
У 2001–2002 роках навчався у Школі бізнесу Університету Nyenrode , Нідерланди, де одержав ступінь MBA (магістр бізнес-адміністрування).
У 2010 році отримав ступінь кандидата економічних наук в НуБІП. Тема дисертації: «Регулювання імпорту м'яса та м'ясопродуктів в умовах формування євроінтеграційних процесів України».
З 2022 року здобуває ступінь доктора наук в «Національному університеті біоресурсів і природокористування України».

## Кар’єра
- Працював у банку ABN AMRO, Амстердам, Нідерланди (2001), та в KPMG Ukraine, Київ (1997-2001).
- 2002–2003 — член аудиторського комітету та менеджером із реструктуризації та розвитку бізнесу групи суднобудівних компаній Damen Shipyards Group (Нідерланди), забезпечуючи реалізацію проектів в Україні, Румунії та Нідерландах.
- 2004–2006 — працював у групі агрокомпаній «Райз» на посаді генерального директора, де займався, в тому числі, і питаннями стратегічного планування, імплементації ефективних систем бюджетування та фінансового контролю.
- З 2007 до 2009 року — заступник генерального директора з питань стратегічного розвитку групи компаній «Фокстрот». На той час в групі компаній «Фокстрот» працювало близько п'ятнадцяти тисяч працівників.
- З 2009 року є партнером інвестиційного фонду Pharus Assets Management, членом довірчої ради Національного університету «Києво-Могилянська академія», членом ініціативної та координаційної групи ініціативи «Перший професійний уряд реформ».
- З 2010 року член CEO Club.
- З 2012 року є членом міжнародної організації YPO (Young Presidents’ Organisation).
- З 2013 року Член Правління ТОВ «Житлобуд» та член Наглядової Ради ТОВ «Європейські молочні технології». Здійснював консультування холдингу «Агропрогрес» та інвестиційної компанії Forum Capital з питань інвестицій в агропромисловому комплексі.
- 2 грудня 2014 року по 14 квітня 2016 — Міністр аграрної політики та продовольства України.
- З 2016 року — директор Програми «Аграрно-індустріальний розвиток» Українського інституту майбутнього.
- З 2017 року — Співголова Українсько-нідерландської ділової ради[4].
- З 2023 року — Член Advisory Board і радник голови групи компаній Nibulon[2].
- З 2024 року — Член Наглядової Ради Національний університет «Києво-Могилянська академія» (НаУКМА)[5].
- З вересня 2024 року — викладач на Кафедрі глобальної економіки НуБІП[6].

## На посаді Міністра агрополітики
Представлений колективу Міністерства аграрної політики 4 грудня 2014.

### Результати діяльності
За 2015—2016 роки відкрито ринки 11 країн для майже 300 підприємств м'ясо-молочної галузі: Китай, Ізраїль, Єгипет, Азербайджан, Молдова, Казахстан, Киргизстан, Узбекистан, Вірменія, Іран та ОАЕ. 2016 року частка агросектору в загальному експорті України досягла 38 %. Отримано рекордне зовнішньоторговельне сальдо по аграрній продукції (11 млрд $), завдякі чому, аграрна галузь забезпечила 12 % загального обсягу ВВП.
2015 року інвестиції в сільське господарство склали близько 1 млрд $ (зростання на 18,1 %). Також, підписано угоду з Європейським інвестиційним банком про залучення 10 млрд грн кредитних грошей для аграріїв. Відновлено систему повернення «експортного» ПДВ на зернові і технічні культури.
За 2015—2016 маркетинговий рік Україна експортувала рекордні 39,4 млн тонн зернових.
Відкрито першу чергу зернового терміналу ТОВ «СП Рисоіл Термінал» (Risoil Terminal) в Іллічівському порту. Це найбільший експортно-імпортний наливний термінал в регіоні Чорного моря.
2015 року прибуток галузі у гривні зріс в 2,5 рази, (в 1,4 рази в доларах США), рівень прибутковості сільського господарства склав рекордні за останнє десятиріччя 45,9 %.
За результатами 2015 р. Україна увійшла у ТОП-10 рейтингу найрозвинутіших аграрних країн.

### Міжнародна діяльність
24 лютого, 2015 — підписав Меморандум про взаєморозуміння між Канадою та Ізраїлем щодо проекту підтримки українських плодоовочевих господарств за підтримки Мінагрополітики України. Цей документ надав гарантій на понад 19 млн канадських доларів на підтримку малих та середніх фермерських господарств на півдні України.
Проект спрямований на обмін досвідом вирощування, збереження, маркетингу готової продукції а також застосування нових методик у галузі агропромисловості та охоплює дрібні та середні приватні підприємства чотирьох областей України: Запорізької, Миколаївської, Одеської, Херсонської областей.
Грантова допомога спрямована на надання обладнання, проведення навчання, а також практичної та методичної допомоги в налагодженні ведення сільського господарства для фермерів та власників домогосподарств (з залученням ізраїльських та канадських фахівців).
31 березня, 2016 — брав участь в підписанні контракту між Міністерством економічних справ Нідерландів та компанією «DIFCO International BV», щодо започаткування в Україні проекту «Dutch Dairy Training Center» (Нідерландський тренінговий центр з молочарства). Тренінговий центр здійснюватиме діяльність у вигляді віртуального офісу з локальною присутністю нідерландських експертів у галузі молочарства.

## Благодійність та меценатська діяльність
- З 2008 року благодійник і засновник щорічних грантів студентам і викладачам.
- У 2024 році заснував грант «Зростаймо!» для викладачів факультету економічних наук НаУКМА.[11]

## Родина
- Одружений, виховує двох дітей.

## Нагороди та відзнаки
- У 2023 році нагороджений Ювілейною медаллю «НУБіП України-125»[12]
- У 2016 році нагороджений  найвищою почесною відзнакою НаУКМА - "Медаллю Св. Петра Могили"[13]

## Публікації
- Міністр агрополітики Павленко: "У країни СНД ми постачаємо менше, ніж в Африку"
- Розвиток річкової логістики збільшить експортні можливості України
- Павленко багато зробив для популяризації АПК України у світі
- Олексій Павленко представив членам уряду проект відновлення системи зрошення, стратегічно важливий для України
- Як працює агросектор в Україні | Українська візія
- Економіка в новій реальності: як старі рішення більше не працюють? Україна 2030

## Конференції, виступи
- Ukrainian Agro-Industrial & Food Forum 2018[14]
- 2-й щорічний Український агропромисловий і продовольчий форум 2019[15]
- Формування продовольчої безпеки в нових умовах викликів[16]